# 久保田修平
久保田 修平（くぼた しゅうへい、1993年12月11日 - ）は、北陸放送 （MRO）の元アナウンサー。 東京俳優生活協同組合所属。

## 来歴・人物
福井県あわら市出身。あわら市立金津中学校、 福井県立羽水高等学校を経て法政大学人間環境学部 人間環境学科卒業後、2017年4月1日に北陸放送へ入社。同期入社は赤間有華。
趣味・特技はサーフィン、ゲーム、アニメ鑑賞、スノーボード。好きなアニメはスタジオジブリ作品全般、氷菓、響け!ユーフォニアム、ガールズ＆パンツァー、コードギアス、ちはやふるなど。好きな食べ物はオムライス、カレーライス、つけ麺。
大学時代には屋形船で観光案内のアルバイトを経験しており、その経験から「情報を伝えることの面白さ」を感じたことがきっかけとなり、アナウンサーになることを志望。
アナウンサーとしての初鳴きは2017年5月2日、ラジオ「ニュースクリップ」でのローカル枠のニュース読みであった。
2023年3月をもって北陸放送を退職することを、レギュラー出演していたモリラジ!と北陸放送のTwitterにて自身が伝えた。退職後は声優を目指して再び東京へ上京した。
2024年10月より東京俳優生活協同組合に所属。

## 過去の担当・出演番組

### テレビ
- MROニュース（随時）
- レオスタ（2017年4月3日、10月24日）[注釈 3][注釈 4]
- あにまにあ＠TV（2018年2月25日）
- 絶好調W（2018年3月14日）
- 科学のチカラにどキット!KITサマーサイエンススクール2018（2018年8月29日）[注釈 5]
- MROテレビ開局60周年特番 サンキューMリバディ!（2018年12月1日）

### ラジオ
- MROニュース（随時）
- あさいちレディオ
- ラジパラw - 金沢百万石まつりの生中継リポート（2017年6月3日）
- 角野達洋・長田哲也のあさ☀ダッシュ! - 修平の「朝からちょっといいですか？」（水曜、2017年6月21日 - 9月27日）
- 角野達洋・長田哲也のあさ☀ダッシュ! - 兼六園どっからきたが～？！（水曜担当、2017年10月4日 - 2018年3月28日）
- おいね★どいね - 金曜「MROラジオ防災ステーション」（2017年6月30日）
- 石川トヨタHAATグループスポーツスペシャル　金沢マラソン2017 - ラジオカーリポート（2017年10月29日）
- 音どけ（2019年2月1日 - 2023年3月）
- おいね★どいね - 金曜ラジオカーリポート（2019年3月1日 - 2019年12月27日）[注釈 6][注釈 7]
- あなたの時間 イブニング・レディオ（木曜・金曜、2020年1月9日 - 2023年3月） [注釈 8]
- あにまにあ（2020年2月2日 - 2021年7月25日）
- モリラジ!（2021年4月3日 - 2023年3月）
- くぼしゅう・ほくりくアイドル部のめざせゲームマスター！（2021年10月3日 - 2023年3月）[注釈 9]
- Twin Wave
- ウィークエンドいしかわ